# Taeguk-lint van de Orde van Militaire Verdienste

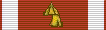
Taeguk-lint

Het Taeguk-lint van de Orde van Militaire Verdienste is de hoogste militaire onderscheiding voor dapperheid en verdienste van de Republiek Korea, meestal Zuid-Korea genoemd. Men kan het lint beschouwen als de eerste en hoogste graad van de Orde van Militaire Verdienste.
De onderscheiding wordt aan Koreaanse en geallieerde militairen verleend. Onder de dragers zijn drie Amerikanen.
- Young-Oak Kim - Kolonel, United States Army
- William Westmoreland - Generaal, United States Army
- Douglas MacArthur - General of the Army